# Добручи (станция, населённый пункт)
Добручи — станция (тип населённого пункта) в Гдовском районе Псковской области России. Входит в состав Добручинской волости.

## География
Находится в северной части региона, в зоне хвойно-широколиственных лесов, на расстоянии примерно в 19 км к северу от города Гдова, административного центра района, в 4 км к северо-востоку от волостного центра, деревни Добручи. В 0,7 км к востоку протекает река Плюсса.

### Климат
Климат характеризуется как умеренно континентальный, с относительно коротким тёплым летом и продолжительной, как правило, снежной зимой. Средняя многолетняя температура самого холодного месяца (января) составляет −8 °C, температура самого тёплого (июля) — +17,4 °C. Среднегодовое количество осадков — 684 мм.

## История
Возник как посёлок путейцев при строительстве участка Гдовской железной дороги (Гдов — Сланцы).

## Население
| 2001 | 2002 | 2010 |
| ---- | ---- | ---- |
| 8    | ↘3   | ↘2   |

## Инфраструктура
Путевое хозяйство. Станция не действует, закрыта.